# Julian Amery
Pour les articles homonymes, voir Amery.
Harold Julian Amery (27 mars 1919- 3 septembre 1996) est un homme politique britannique, conseiller privé du Royaume-Uni, capitaine honoraire de la British Army, officier du SOE, agent du MI6 et homme politique, plusieurs fois ministre.
Il est député du Parti conservateur de 1950 à 1966 puis de nouveau de 1969 à 1992. De la fin des années 1950 au milieu des années 1970, il va occuper plusieurs positions au gouvernement.

## Éducation
Gendre de Harold Macmillan et fils de Leopold Stennett Amery(1873-1955, CH, PC), auteur de la Déclaration Balfour de 1917 et farouche opposant à la politique d’apaisement de Neville Chamberlain, il accomplit ses études à Eton College puis au Balliol College de l’université d'Oxford.
Il est correspondant de guerre pendant la guerre d'Espagne (1938-1939).

## Seconde Guerre mondiale
Attaché d'ambassade à Belgrade en 1939-1940, il assure des missions spéciales en Bulgarie, en Turquie, en Roumanie et au Proche-Orient pour le compte de la Section D du Secret Intelligence Service (MI6).
Sergent dans la RAF en 1940-1941, il est versé dans l'armée de terre (British Army) et nommé sous-lieutenant le 25 avril 1941. Il sert en Égypte, en Palestine et en Adriatique en 1941-1942 avant d’intégrer le SOE.
Officier de liaison avec la résistance albanaise en 1943-44, capitaine, il est parachuté en avril 1944 de cette même année, avec le lieutenant-colonel Neil McLean et le commandant David Smiley, dans le Nord de l'Albanie (mission SOE Consensus 11). Ils forment tous trois le groupe des "Mousquetaires" (The Musketeers).
En 1945, il sert à l'état-major du général Sir Adrian Carton de Wiart, conseiller militaire spécial auprès de Tchang Kaï-chek. Il termine la guerre capitaine à titre temporaire.

## Après-guerre
Après la guerre, Amery apparaît souvent dans les opérations où le MI6 est impliqué. Il fait partie du groupe de personnalités à l'origine, en 1949, du projet Valuable visant à déstabiliser l'Albanie communiste de Enver Hoxha.
En 1956, il est secrétaire du Suez Group créé en 1953 pour trouver une alternative politique au régime de Nasser.
De février 1957 à novembre 1958, pendant la crise omanaise, il est sous-secrétaire d'État à la Guerre et vice-président du conseil militaire de la Reine (Her Majesty’s Army Council).
En 1958, Ministre des colonies, il appuie l'intervention du MI6 contre l'EOKA chypriote, puis est chargé par Macmillan des pourparlers avec Makarios jusqu'à la conclusion de l'accord de 1959 sur l'indépendance de l'île.
Il entre en 1960 au Conseil Privé de la Reine (Privy Council). Ministre de l'aviation de 1960 à 1962 (il signe en 1962 l'accord de coopération anglo-français pour la construction du Concorde) dans le gouvernement du Premier ministre Macmillan, il soutient le lobby britannique de l’uranium au Congo lors des événements du Katanga et participe activement à la mise en œuvre de l'opération menée au Yémen par le MI6 dans les années soixante.
Il présida le Cercle Pinay de 1985 aux années 1990 (probablement 1991), l'organisation clandestine anticommuniste informelle, liée aux services secrets occidentaux. Elle aurait été fondée en 1953 par l'ancien Premier ministre français Antoine Pinay (1891-1994). Le Cercle, qui regroupe des membres des services secrets, des officiers généraux, des hommes politiques et des personnalités des affaires avec de fortes convictions de droite, n'a pas été dissous après la chute du bloc communiste européen. Ainsi, en 1990, avant le déclenchement de la première guerre du Golfe, Amery participe à une réunion du Cercle, à Oman, à laquelle assiste, entre autres, le général américain Norman Schwarzkopf, futur Commandant en chef en Irak en 1991.
Il est l’auteur de Sons of the Eagle. A Study in Guerilla War (1948 – Éditions Macmillan & C° Ltd, Londres) consacré à ses missions en Albanie pendant la Seconde Guerre mondiale. Il est cité dans La grande trahison de Nicholas Bethell, MI6 de Stephen Dorril, Albanian Assignment (1984), Arabian Assignment (1975) et Irregular regular (1994) du colonel David Smiley (traduction Au cœur de l'action clandestine. Des Commandos au MI6 - L'Esprit du Livre Éditions - 2008).
Son frère aîné John Amery (1912-1945), fasciste convaincu, tenta en avril 1943 de recruter des prisonniers de guerre britanniques dans les camps en Allemagne pour former la « Légion de Saint-George » qui deviendra le Britisches Freikorps SS, une unité destinée à combattre les Soviétiques sur le front de l’Est, à l’image de la Légion des volontaires français. Il fut pendu pour haute trahison le 19 décembre 1945.

## Positions ministérielles
- secrétaire aux Finances au ministère de la Guerre (1957-1958),
- sous-secrétaire d’État au Bureau colonial (1958-1960),
- secrétaire d’État à l’Air (1960-1962),
- ministre de l’Aviation (1962-1964),
- ministre des Travaux publics (1970),
- ministre du Logement et de la Construction (1970-1972)
- ministre d’État aux Affaires étrangères et du Commonwealth (1972-1974).

## Distinctions
Julian Amery a été anobli le 6 juin 1992 et fait baron de Lustleigh le 8 juillet 1992.
Décorations étrangères : 
- Chevalier Commandeur de l’Ordre du Phénix (Grèce) ;
- Grand-Cordon de l’Ordre de Skanderberg (en) (Albanie),
- Ordre d’Oman de 1re classe.